# Simonfa
Simonfa là một thị trấn thuộc hạt Somogy, Hungary. Thị trấn này có diện tích 11 km², dân số năm 2010 là 366 người, mật độ 33 người/km².